# Tom Daley
Thomas Robert „Tom” Daley  (n. 21 mai 1994, Plymouth, Anglia, Regatul Unit) este un săritor în apă britanic, laureat cu bronz la Londra 2012 și la Rio de Janeiro 2016, dublu campion mondial în 2009 și în 2015.

## Carieră
S-a apucat de sărituri în apă la vârsta de șapte ani la clubul său local. Trei ani mai târziu a câștigat campionatul național britanic pentru juniori (sub 18 ani). În 2008, la vârsta de 13 ani, a devenit cel mai tânăr campion britanic la seniori. Două săptămâni mai târziu, a cucerit prima sa medalie la o competiție internațională. 
În 2008 a devenit cel mai tânăr campion european în cadrul Campionatului European de la Eindhoven. La vârsta de 14 ani, s-a calificat la Jocurile Olimpice de vară din 2008 în probele de 10 m platformă și de 10 m platformă sincron. Astfel a devenit cel mai tânăr sportiv olimpic britanic după canotorul Kenneth Lester, care a participat la vârsta de 13 ani la Jocurile Olimpice din 1960 de la Melbourne. S-a clasat pe locul 7 la proba de 10 m platformă și pe locul 8 la 10 m platformă sincron. În 2009 a împlinit vârsta minimă pentru a participa la Campionatul Mondial de juniori și s-a clasat pe locul 2. În 2009 a devenit campion mondial la seniori, aducând Marea Britanie primul său titlu mondial la acest sport.
Împreună cu atleta Jessica Ennis a promovat Jocurile Olimpice din 2012 de la Londra: postere uriașe cu chipul său au fost afișate în toate țară și a inaugurat Centrul Acvatic din Londra, care va găzdui probele de înot sincron, natație, și sărituri în apă. În timpul Jocurilor s-a clasat pe locul 4 cu Peter Waterfield la 10 m platformă sincron. La proba de 10 m platformă, a fost deranjat în timpul finalei de flash-urile spectatorilor. A obținut o încercare suplimentară cu care s-a clasat pe locul 3.
În decembrie 2013 și-a declarat bisexualitatea într-un clip pe YouTube. În octombrie 2015 și-a anunțat logodna cu scenaristul american Dustin Lance Black.

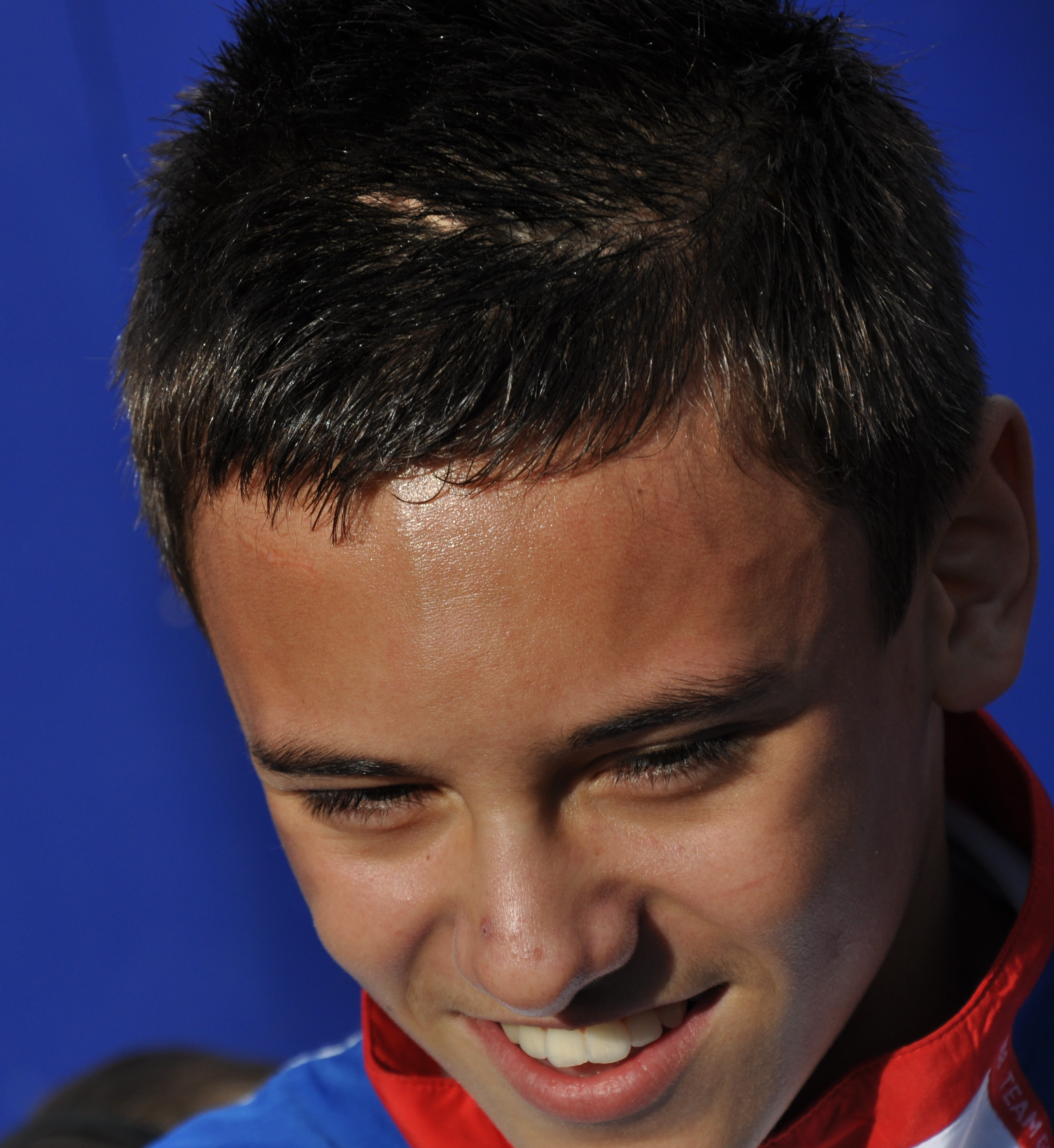
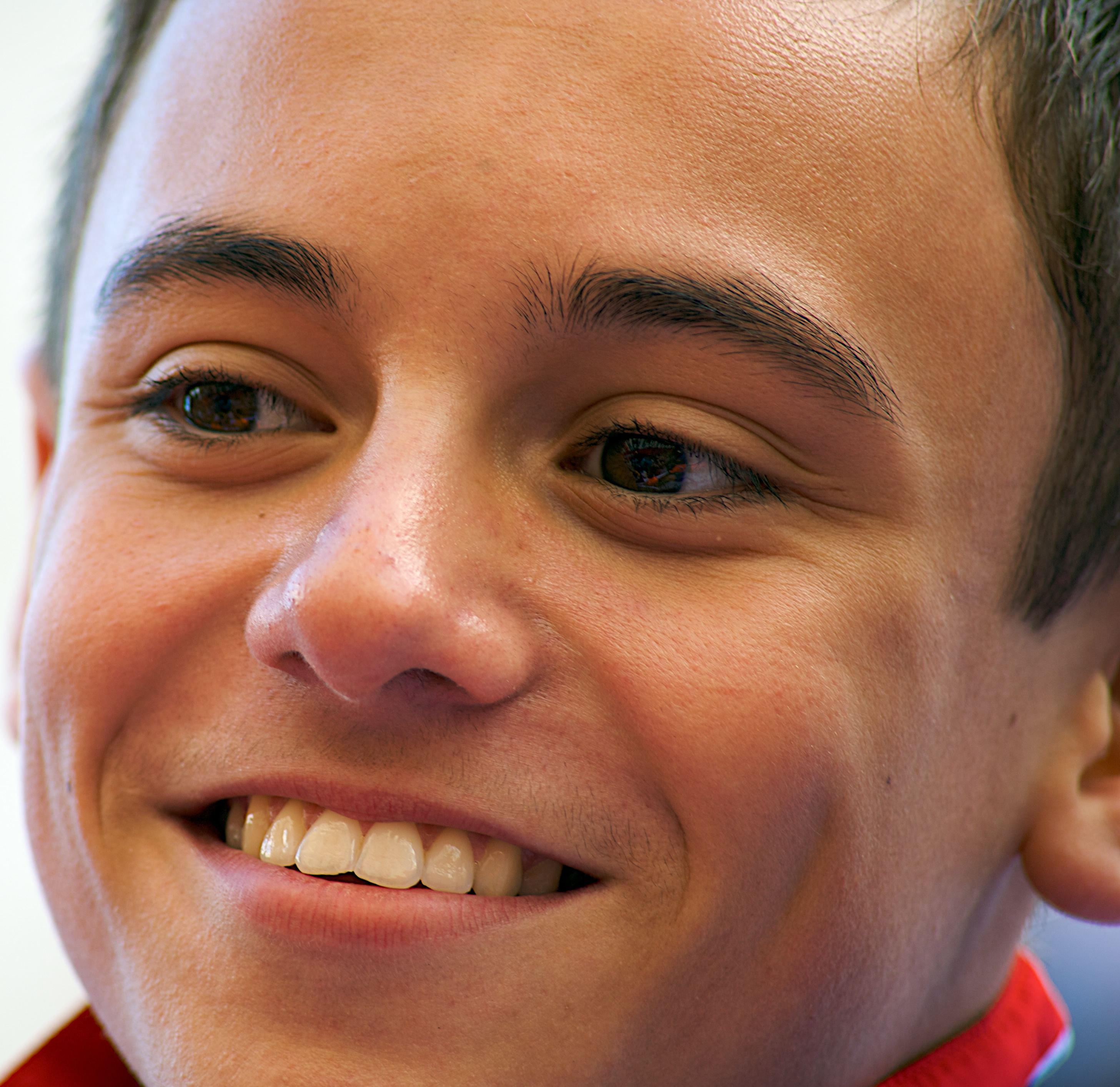
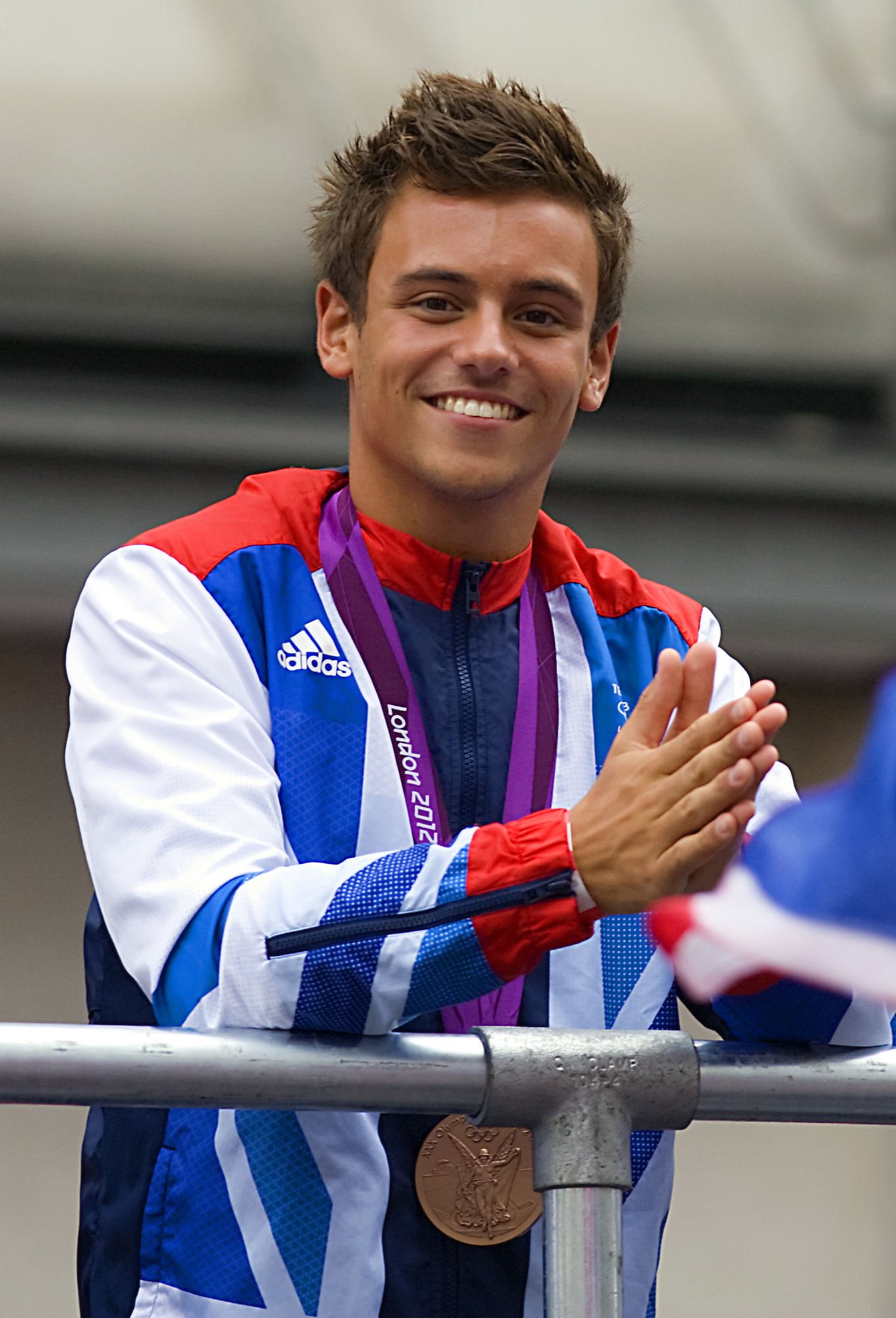
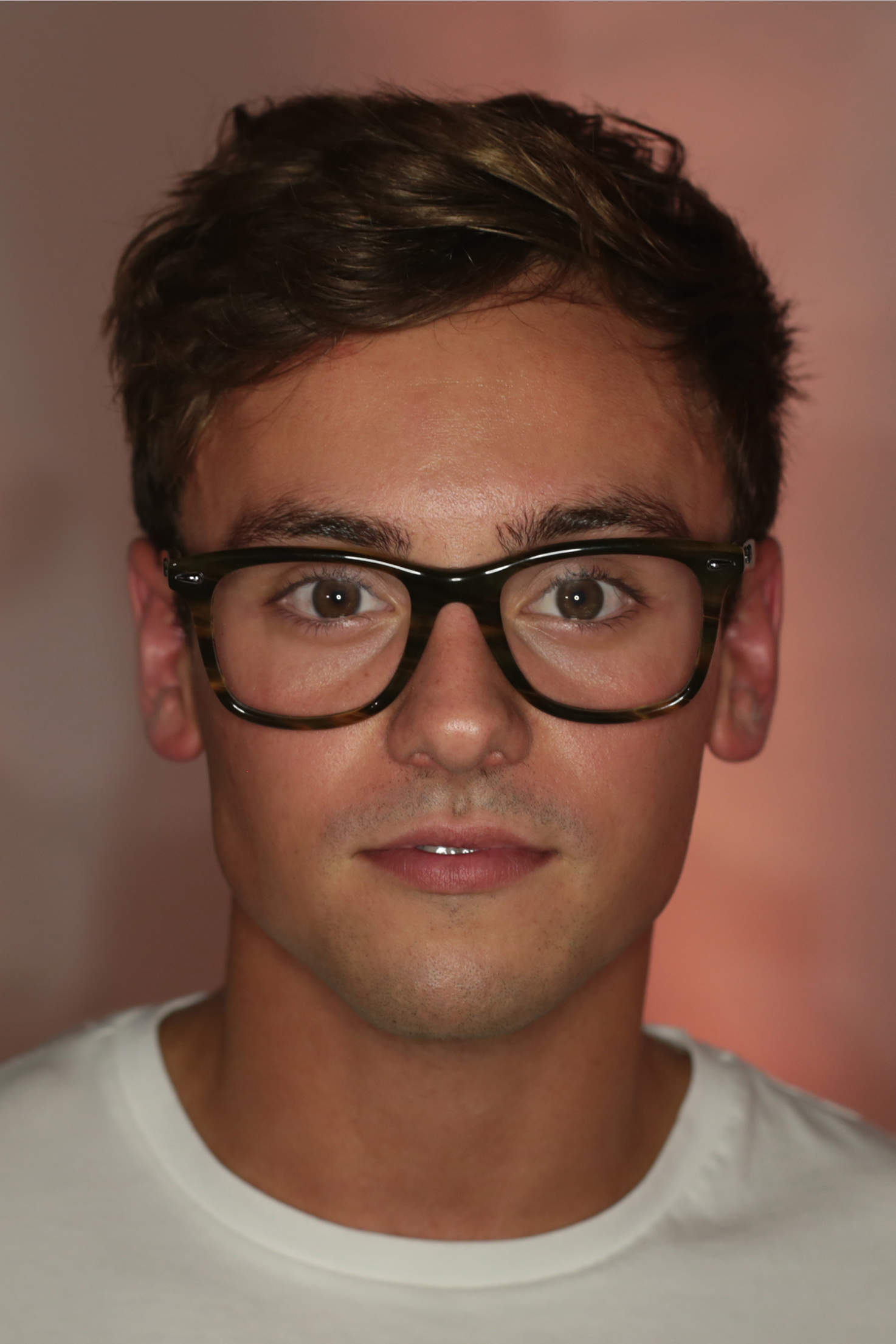

## Legături externe
- en Tom Daley la Olympedia.org